# Merjema Medić
Merjema Medić (* 17. Oktober 1999 in Sarajevo) ist eine bosnische Fußballspielerin und A-Nationalspielerin.

## Karriere

### Karriere
Medić gehörte im Alter von 17 Jahren bereits der ersten Mannschaft des SFK 2000 Sarajevo an und kam somit im Seniorinnenbereich und in der höchsten Spielklasse im bosnisch-herzegowinischen Frauenfußball, die Zenska nogometna liga BiH, zu Punktspielen. Während ihrer Zugehörigkeit gewann sie mit der Mannschaft viermal das Double (Meisterschaft und Vereinspokal) und noch einmal die Meisterschaft am Saisonende 2019/20. Es folgte eine Saison für den kroatischen Erstligisten ŽNK Split und drei Saisonen für den Ligakonkurrenten ŽNK Osijek, mit dem sie am Saisonende 2022/23 als Meister hervorging.
Nach einer viermonatigen Zeit ohne verein zum SFK 2000 Sarajevo zurückgekehrt, erzielte sie für den Verein 13 Tore in zwölf Punktspielen der regulären Saison 2024/25. Ihr erstes Punktspiel zum Saisonstart am 18. September 2024 beim 8:0-Sieg im Auswärtsspiel gegen die Frauenfußballmannschaft des FK Sloboda Tuzla krönte sie sogleich mit einem Tor, dem Treffer zur 1:0-Führung in der 13. Minute. In der sich anschließenden Meisterrunde trug sie mit drei weiteren Spielen zur erneuten Meisterschaft bei.

### Nationalmannschaft
Medić debütierte als Nationalspielerin des NFSBIH am 17. Oktober 2014 in ihrem einzigen Länderspiel für die U17-Nationalmannschaft, die das EM-Qualifikationsspiel der Gruppe 2 in der ersten Qualifikationsrunde mit 0:9 gegen die U17-Nationalmannschaft Finnlands verlor. Für die U19-Nationalmannschaft kam sie zunächst im Oktober 2016 in drei EM-Qualifikationsspielen der Gruppe 7, anschließend im September 2017 in zwei Spielen der Gruppe 11 zum Einsatz.
Für die A-Nationalmannschaft debütierte sie am 20. September 2016 in Zenica bei der 2:4-Niederlage gegen die Nationalmannschaft Serbiens im letzten Spiel der EM-Qualifikationsgruppe 7; mit dem 1:1-Ausgleichstreffer in der 40. Minute erzielte sie sogleich ihr erstes A-Länderspieltor. Ihre nächsten Länderspiele fanden 2017/18 in der WM-Qualifikationsgruppe 1 statt und waren die letzten sechs. Auch in der WM-Qualifikationsgruppe 5 kam sie in den ersten drei Spielen und im sechsten und siebten Spiel 2021/22 zum Zuge sowie im Ausscheidungsspiel der Gruppenzweiten in der ersten Runde im Hinblick auf die angestrebte Teilnahme an der vom 20. Juli bis zum 20. August in Australien und Neuseeland vorgesehenen Weltmeisterschaft 2023.
Für die anstehende Europameisterschaft 2022 in England wurde sie zuvor in den ersten beiden Spielen und im zehnten Spiel der EM-Qualifikationsgruppe B eingesetzt; im Wettbewerb der Nations League am 5. Dezember 2023 beim 1:0-Sieg über die Nationalmannschaft Belarus’ und am 21. Februar 2025 beim 4:0-Sieg über die Nationalmannschaft Rumäniens.
Sie nahm ferner mit ihrer Mannschaft am Turnier um den Istrien-Cup 2017 teil, in dem sie im ersten und dritten Spiel der Gruppe B sowie im Finale berücksichtigt wurde, so auch im Turnier 2019 in den beiden Spielen der Gruppe B und im Spiel um Platz 3. 
Zu ihren in Freundschaft ausgetragenen Länderspielen zählen u. a. die Begegnungen am 13. November 2018 (0:4 vs. Polen), 4. März 2019 (0:1 vs. Ukraine), 12. Juni 2019 (0:0 vs. Montenegro), 26. Juni 2022 (1:2 vs. Philippinen), 21. Februar 2023 (0:2 vs. Marokko) und 7. April 2023 (0:6 vs. Serbien).

## Erfolge
Nationalmannschaft
- Istrien-Cup-Finalist 2017

SFK 2000 Sarajevo
- Bosnisch-herzegowinischer Meister 2016, 2017, 2018, 2019, 2020, 2025
- Bosnisch-herzegowinischer Pokalsieger 2016, 2017, 2018, 2019

ŽNK Osijek
- Kroatischer Meister 2023

## Anmerkung / Einzelnachweise
1. ↑  z. T. auch unter dem Namen  Mejrema Medić in einigen Quellen anzutreffen; unter nfsbih.ba sind beide Varianten vertreten!
2. ↑  Medićs Saisonstart mit Torerfolg auf soccerdonna.de
3. ↑  Abschlusstabelle 2024/25 auf soccerway.com
4. ↑  Medics Länderspieldebüt auf soccerdonna.de
5. ↑  Medićs A-Länderspiel- und -tordbüt auf soccerdonna.de

| Personendaten    | Personendaten                 |
| ---------------- | ----------------------------- |
| NAME             | Medić, Merjema                |
| KURZBESCHREIBUNG | bosnische Fußballspielerin    |
| GEBURTSDATUM     | 17. Oktober 1999              |
| GEBURTSORT       | Sarajevo, Bosnien-Herzegowina |